# Iharosberény, Somogy
Iharosberény  este un sat în districtul Csurgó, județul Somogy, Ungaria, având o populație de 1.335 de locuitori (2011). 

## Demografie
Componența etnică a satului Iharosberény
     Maghiari (75,44%)
     Romi (23,59%)
     Germani (0,97%)
Componența confesională a satului Iharosberény
     Luterani (13,93%)
     Fără religie (2,62%)
     Reformați (1,87%)
     Necunoscută (81,35%)
     Atei (0,22%)
     Alte religii (1,12%)
Conform recensământului din 2011, satul Iharosberény avea 1.335 de locuitori. Din punct de vedere etnic, majoritatea locuitorilor (75,44%) erau maghiari, cu o minoritate de romi (23,59%). Nu există o religie majoritară, locuitorii fiind luterani (13,93%), persoane fără religie (2,62%) și reformați (1,87%). Pentru 81,35% din locuitori nu este cunoscută apartenența confesională.